# Coro (football)
Pour les articles homonymes, voir Corominas.
Ferran Corominas Telechea dit Coro est un footballeur espagnol né le 5 janvier 1983 à Vilobí d'Onyar, qui évolue au poste d'avant-centre pour l'Atlético Baleares.

## Palmarès

### Club
| RCD Espanyol - Coupe d'Espagne - Vainqueur en 2006 - Coupe de Catalogne - Vainqueur en 2006 (ca) et 2010 (ca) - Coupe UEFA - Finaliste en 2007 |  | Elche CF - Championnat d'Espagne D2 - Champion en 2013 |  | FC Goa - Supercoupe d'Inde - Vainqueur en 2019 (en) |

### En sélection
| Espagne -19 ans - Championnat d'Europe des moins de 19 ans - Champion en 2002 |  | Espagne -20 ans - Coupe du monde des moins de 20 ans - Finaliste en 2003 |

### Distinctions personnelles
- Meilleur buteur d'Indian Super League en 2018 (18 buts)[1] et 2019 (16 buts)
- Meilleur buteur de la Supercoupe d'Inde en 2019 (en) (5 buts)